# Reinhard Kapp (Musikwissenschaftler)
Reinhard Kapp (* 13. Mai 1947 in Hof (Saale)) ist ein deutscher Musikwissenschaftler.

## Werdegang
Neben einem privaten Orgel- und Klavierstudium war er seit der Schulzeit musikpublizistisch tätig und erwarb bescheidene Konzerterfahrungen als Klavierspieler, Organist und Dirigent. Er nahm auch wiederholt an den Internationalen Ferienkursen für Neue Musik in Darmstadt teil. Nach dem Studium der Musikwissenschaft, Philosophie und Religionswissenschaft in Heidelberg (1966/67) und an der Freien Universität Berlin (Musikwissenschaft namentlich bei Rudolf Stephan, Philosophie bei Peter Furth, Religionswissenschaft bei Klaus Heinrich) arbeitete er 1974–1979 als Teilzeitassistent am Musikwissenschaftlichen Institut der Freien Universität und hatte 1981–1983 einen Lehrauftrag für Praktische Liturgik und Literaturkunde an der Hochschule der Künste Berlin inne. Zwischen 1974 und 1978 nahm er alljährlich, einmal auch aktiv als Pianist, an den Kursen von Rudolf Kolisch und Rudolf Stephan im Schönberg-Haus Mödling teil. 
Nach der Promotion mit einer Arbeit über das Spätwerk Robert Schumanns 1982 hatte er 1983/84 eine Gastprofessur an der Gesamthochschule Kassel inne und arbeitete 1983–1992 als Redakteur an der Richard-Wagner-Forschungsstelle in München. 1991 übernahm er vertretungsweise den Lehrauftrag für Neue Musik am Musikwissenschaftlichen Institut der Ludwig-Maximilian-Universität München. Seit Wintersemester 1992/93 ist er ordentlicher Professor für Musikgeschichte an der Hochschule (nunmehr Universität) für Musik und darstellende Kunst in Wien, seit 2015 als Emeritus.
Seine Schwerpunkte sind Musikgeschichte des 19. und 20. Jahrhunderts (insbesondere Schumann und Wiener Schule) und Geschichte der musikalischen Aufführung.

## Veröffentlichungen
- Noch einmal: Tendenz des Materials. In: Reinhard Kapp (Hrsg.): Notizbuch 5/6. Musik, Berlin, Wien 1982, S. 253ff. Auszug Online bei IMI, Musikgeschichte Online (PDF-Datei; 157 kB)
- Studien zum Spätwerk Robert Schumanns. Tutzing, Schneider, 1984. VIII, 303 S. (Teilw. zugl. Diss. Berlin, F.U. 1982)
- Schumann in his time and since. In: Beate Perrey (Hrsg.): The Cambridge Companion to Schumann. Cambridge 2007, S. 223–251. Veröffentlichung des deutschen Originals (Schumann für die Mit- und Nachwelt) mit Genehmigung von Cambridge University Press. Online bei IMI, Musikgeschichte Online (PDF-Datei; 229 kB)
- Chronologisches Verzeichnis (in progress) der auf Orpheus (und/oder Eurydike) bezogenen oder zu beziehenden Opern, Kantaten, Instrumentalmusiken, literarischen Texte, Theaterstücke, Filme und historiographischen Arbeiten. (Online) bei Ziladoc.
- Von der Sprache der Seele. In: Dietmar Kamper, Christoph Wulf (Hrsg.), Die erloschene Seele: Disziplin, Geschichte, Kunst, Mythos  (= Historische Anthropologie 1), Berlin: Reimer 1988, S. 255–268, Online (PDF; 4,2 MB)